# Hypéron Lambda
Cet article court présente un sujet plus développé dans : Hypéron et Baryon Lambda.
L'hypéron Lambda (hypéron Λ), ou baryon Λ0, est une particule hypothétique constituée d'un quark up, d'un quark down et d'un quark étrange.
L'hypéron Lambda est à la fois un hypéron (baryon constitué de trois quarks dont au moins un quark étrange et au moins un quark up ou down) et un baryon Lambda (baryon constitué d'un quark up, d'un quark down et d'un quark bottom, charmé ou étrange).
L'hypéron Lambda pourrait interagir fortement avec les nucléons et être un constituant important du noyau des étoiles à neutrons.